# Vara (Szwecja)
Vara – miejscowość (tätort) w Szwecji, w regionie administracyjnym (län) Västra Götaland, siedziba gminy Vara.
Według danych Szwedzkiego Urzędu Statystycznego liczba ludności wyniosła: 4052 (31 grudnia 2015), 4196 (31 grudnia 2018) i 4235 (31 grudnia 2019).